# Liste der Universitäten auf den Seychellen
Die Liste der Universitäten auf den Seychellen umfasst alle Hochschulen in dem afrikanischen Staat Seychellen.
- Seychelles Polytechnic
- University of Seychelles